# Saint-Vaize
Saint-Vaize is een gemeente in het Franse departement Charente-Maritime (regio Nouvelle-Aquitaine) en telt 463 inwoners (1999). De plaats maakt deel uit van het arrondissement Saintes.

## Geografie
De oppervlakte van Saint-Vaize bedraagt 4,6 km², de bevolkingsdichtheid is 100,7 inwoners per km².
De onderstaande kaart toont de ligging van Saint-Vaize met de belangrijkste infrastructuur en aangrenzende gemeenten.

## Demografie
Onderstaande figuur toont het verloop van het inwonertal (bron: INSEE-tellingen).